# Hwasong-13
Die Hwasong-13, teilweise auch Rodong-C genannt, von westlichen Geheimdiensten und der NATO auch als KN-08 bezeichnet, ist eine dreistufige nordkoreanische ballistische Interkontinentalrakete, die sich noch in Entwicklung befindet. Eine Weiterentwicklung unter gleichem Namen Hwasong-13 wird von westlichen Diensten unter dem Namen KN-14 geführt.

## Entwicklung
Bei der Hwasong-13 scheint es sich um eine nordkoreanische Eigenentwicklung zu handeln. Früheren Berichten zufolge sollten die Triebwerke denen der Nodong-Erststufe entsprechen. Mittlerweile vermutet man die Benutzung von 4D10-Triebwerken aus alten, aus Russland importierten SS-N-6-Raketen. Bislang ist nur über die mögliche Konfiguration der ersten Stufe etwas bekannt geworden, zu den beiden weiteren Stufen gibt es keine Hinweise. Die Rakete ist mobil auf dem geländegängigen WS51200-16×12-LKW untergebracht, Bilder erinnern an belarussische MAZ-Fahrzeuge, wie sie für die Topol-M verwendet werden.

## Weiterentwicklung KN-14
Unter dem bisherigen Namen Hwasong-13 wurde in Nordkorea seit dem Jahr 2015 eine deutlich veränderte Rakete präsentiert. Auf einer Militärparade waren nur zwei Stufen zu erkennen, dafür erschien die Rakete gedrungener. Möglicherweise ist es eine vollständige Neukonstruktion. Äußerlich weist sie dabei Ähnlichkeiten zur russischen SS-N-6 auf. In Augenzeugenberichten von stationären Tests der ersten Stufe wurde vermutet, dass es sich um ein Doppeltriebwerk aus 4D10-Triebwerken der SS-N-6 handelt. In der NATO und westlichen Geheimdiensten wird dieser neue Typ der Hwasong-13 als KN-08 Mod 2 oder KN-14 bezeichnet, wobei KN-14 sinnvoller erscheint, da es sich um eine vollständig neue Rakete zu handeln scheint.

## Erprobung
Obwohl die Rakete seit 2012 mehrfach auf Militärparaden zu sehen war, fand bislang kein Testflug statt. Allerdings konnten stationäre Tests der ersten Triebwerksstufe beobachtet werden. Einige Analysten vermuten, dass zwei Startversuche im Jahr 2016, welche ursprünglich der Erprobung von BM25 Musudan zugerechnet worden waren, in Wirklichkeit erste Versuche mit der Hwasong-13 waren.